# Pfarrkirche Hirschbach (Niederösterreich)

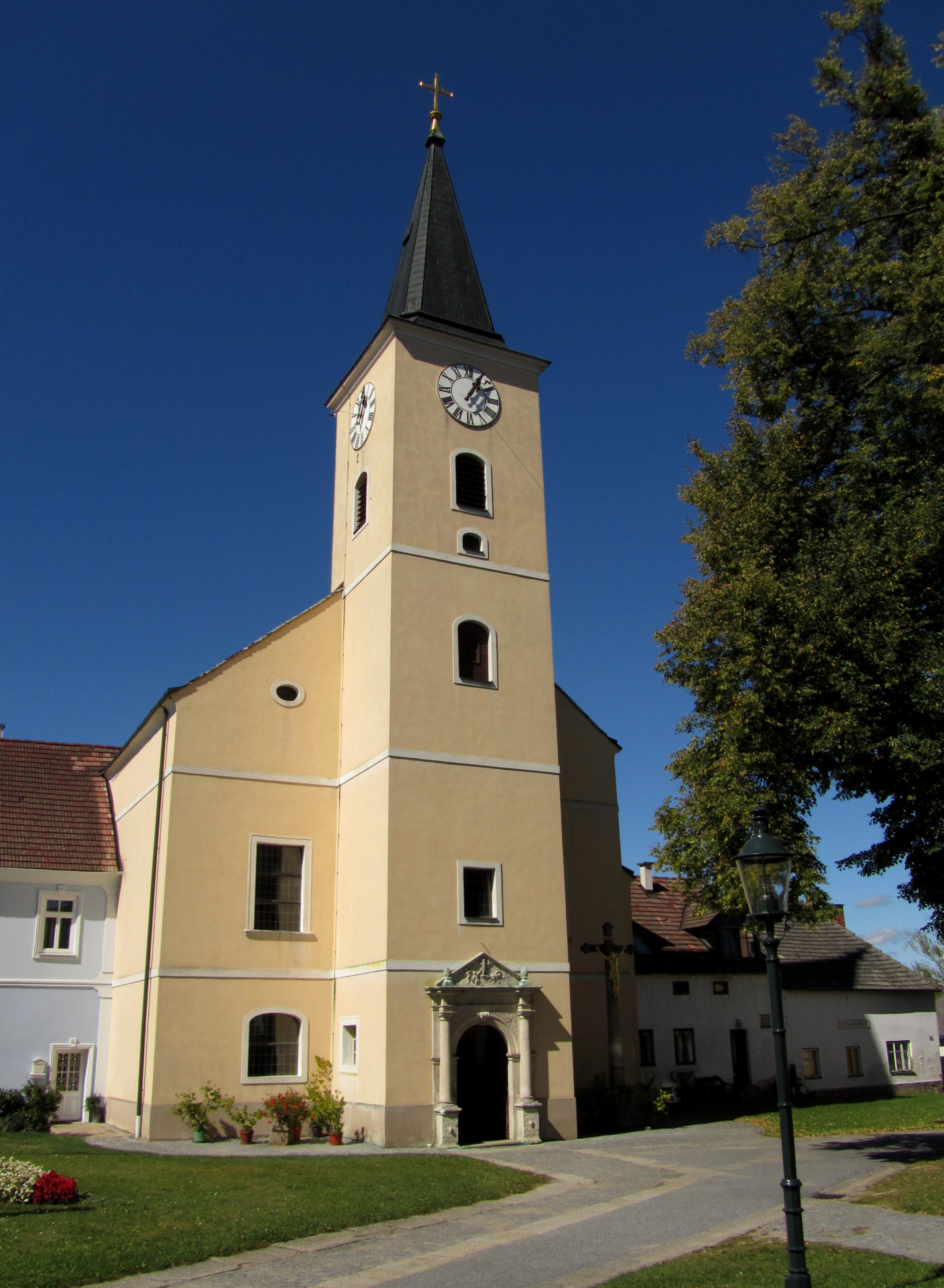
Katholische Pfarrkirche Zur Kreuzerhöhung in Hirschbach

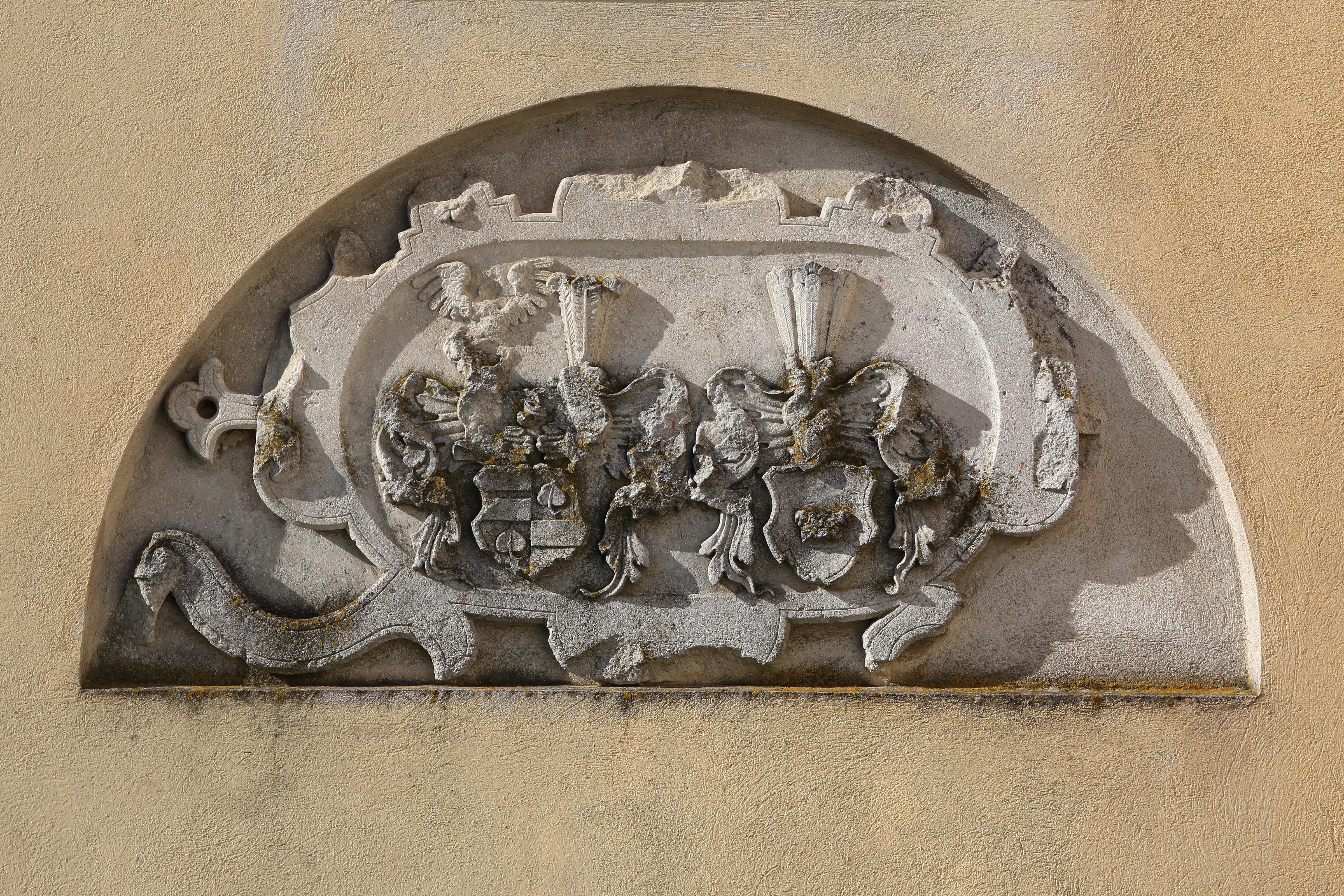
Allianzwappen Streun-Scherffenberg, Kath. Pfarrkirche Kreuzerhöhung in Hirschbach – Wappenrelief rechts vom Eingang

Die Pfarrkirche Hirschbach steht als ehemalige Schlosskapelle im ehemaligen Schloss Hirschbach in der Marktgemeinde Hirschbach im Bezirk Gmünd in Niederösterreich. Die auf das Patrozinium Kreuzerhöhung geweihte Pfarrkirche gehört zum Dekanat Waidhofen an der Thaya in der Diözese St. Pölten. Die Kirche steht unter Denkmalschutz (Listeneintrag).

## Geschichte
1332 wurde urkundlich eine Schlosskapelle genannt. Die Kapelle wurde im vierten Viertel des 16. Jahrhunderts zu einer protestantischen Schlosskirche ausgebaut. Nach einem Umbau wurde die Kirche 1723 neu geweiht. 1741 wurde die Kirche zur Pfarrkirche erhoben. 1836/1837 und nach einem Brand von 1868 wurde die Kirche baulich verändert. 1896 war eine Renovierung. 1935 und 1962 wurde die Kirche restauriert.
1390 wurde das Patrozinium Heiliges Kreuz genannt, später das Patrozinium Kreuzauffindung bis 1963, jetzt das Patrozinium Kreuzerhöhung.

## Architektur
Der quadratische vorgestellte Fassadenturm wurde 1836/1837 erbaut und 1869 erhöht beinhaltet ein nach vorne versetztes rundbogiges Renaissance-Säulenportal aus dem vierten Viertel des 16. Jahrhunderts. Das Portal zeigt unter einem Dreieckgiebel zwischen Pinienzapfen ein Relief Auferstehung Jesu Christi. Die Westfassade aus 1836 ist schlicht.
Im Norden der Kirche besteht ein zweigeschoßiger Sakristeianbau um 1620 mit einem Wappen Streun-Scherffenberg.
Der einjochige Chor mit einem Dreiachtelschluss und einer Krypta ragt aus dem Westtrakt des Schlosses hinaus.
Dem dreijochigen Langhaus aus 1723, das Ostjoch wurde 1836/1837 angebaut, erhielt nach dem Brand von 1868 queroblonge Platzlgewölbe über Gurtbögen auf Pfeilervorlagen. Die Sakristeitüre entstand um 1800. Die dreiachsige Orgelempore um 1840 hat eine Flachdecke auf Säulenarkaden und längsgestellten Schwibbögen, die vorschwingende Brüstung mit floralen Motiven ist aus dem vierten Viertel des 16. Jahrhunderts. Der eingezogene Triumphbogen auf Pfeilern wird bemerkenswert links und rechts von barocken Rechteckfenstern flankiert.

## Ausstattung
Der Hochaltar mit einer freistehenden Mensa beinhaltet Reliefs Opfer Abrahams und Melchisedeks und trägt die Seitenfiguren Johannes der Täufer und Rochus aus 1847. Der Altar trägt einen neubarocken Tabernakel aus 1950 nach einem Entwurf des Architekten Josef Friedl. An der Apsiswand hängt das Altarblatt Kreuzigung Christi von Martin Johann Schmidt (1771).
Die Orgel aus 1911 mit 9 Registern wurde von Max Jakob gebaut und 1964 von Gregor Hradetzky umgebaut.